# Ageleradix nangunhe
Espèce
Ageleradix nangunhe est une espèce d'araignées aranéomorphes de la famille des Agelenidae.

## Distribution
Cette espèce est endémique du Yunnan en Chine,. Elle se rencontre dans le xian de Cangyuan.

## Description
Le mâle holotype mesure 8,40 mm et la femelle paratype 9,18 mm.

## Systématique et taxinomie
Cette espèce a été décrite par Mu, Wang et Zhang en 2025.

## Étymologie
Son nom d'espèce lui a été donné en référence au lieu de sa découverte, la réserve naturelle nationale de Nangunhe.

## Publication originale
- Mu, Wang, Ren, Tian & Zhang, 2025 : « Review of the genus Ageleradix Xu & Li, 2007 (Araneae, Agelenidae), with descriptions of three new species. » ZooKeys, vol. 1236, p. 197-208 (texte intégral).